# Itamar Ben-Gvir
Itamar Ben-Gvir (in ebraico אִיתָמָר בֶּן גְּבִיר‎?; Gerusalemme, 6 maggio 1976) è un politico israeliano, leader del partito israeliano di estrema destra Otzma Yehudit e Ministro della sicurezza nazionale nel sesto governo Netanyahu dal 2022.

## Biografia
Itamar Ben-Gvir è nato a Mevaseret Zion, sobborgo di Gerusalemme. Suo padre, nato a Gerusalemme da immigrati ebrei iracheni, ha lavorato in una compagnia di benzina e si è avvicinato alla scrittura, mentre sua madre era un'immigrata ebrea curda che era stata attiva nell'Irgun Tzvai Leumi da adolescente ed era una casalinga. La sua famiglia era laica, ma quando lui era adolescente si avvicinò alla religione e prese posizioni radicali durante la Prima intifada. Ben-Gvir si è prima unito a un movimento giovanile di destra affiliato a Moledet, un partito che sosteneva il trasferimento degli arabi fuori da Israele, e poi si è unito al movimento giovanile degli ancora più radicali Kach e Kahane Chai, partito che alla fine è stato considerato come un'organizzazione terroristica e bandito dal governo israeliano.
Divenne coordinatore giovanile di Kach e affermò di essere stato detenuto all'età di 14 anni. A 18 anni, quando doveva entrare nell'esercito israeliano, fu esentato proprio per il suo background politico di destra. Ben-Gvir continuò ad essere associato al movimento kahanista, di cui il partito Otzma Yehudit (Potere ebraico) fu considerato uno dei successori ideologici di Kahane. Tuttavia, quando formò il partito Otzma Yehudit, affermò che non sarebbe stato un Kach Kahane Chai o un gruppo scissionista. Ben-Gvir ha svolto una serie di attività di estrema destra che hanno portato a dozzine di incriminazioni. In un'intervista del novembre 2015, ha affermato di essere stato incriminato 53 volte. Nella maggior parte dei casi, le accuse sono state respinte dal tribunale. Nel 2007, tuttavia, è stato condannato per istigazione al razzismo.
Ben-Gvir è noto per essere stato un agitatore sin da ragazzo: girava già con la pistola in tasca e gli piaceva estrarla, violava facilmente le regole, aveva il dente avvelenato contro gli arabi. Ma era polemico anche con gli ebrei che, secondo lui, uscivano dal seminato. Nel 1995, dopo che il primo ministro israeliano Yitzhak Rabin firmò gli accordi di pace degli Accordi di Oslo con la Palestina, Ben-Gvir minacciò il primo ministro Rabin, rubando l'ornamento del cappuccio della Cadillac di Rabin e dicendo: "Siamo arrivati alla sua macchina, arriveremo anche a lui". Rabin fu assassinato da un estremista due settimane dopo.
Come avvocato, è noto per aver difeso i radicali ebrei sotto processo in Israele. Ha chiesto l'espulsione dei cittadini arabi di Israele che non sono fedeli al paese. Il 3 gennaio 2023, ha visitato il Monte del Tempio, dove si trova la Moschea al-Aqsa, provocando un'ondata internazionale di critiche che hanno etichettato la sua visita come provocatoria.

## Polemiche

### Il ritratto del terrorista in salotto
Prima di entrare in carica come ministro, Ben-Gvir era noto per avere un ritratto nel suo salotto del terrorista Baruch Goldstein, che uccise 29 fedeli musulmani palestinesi e ne ferì altri 125 a Hebron, nel massacro della Grotta dei Patriarchi del 1994; ha rimosso il ritratto in preparazione delle elezioni legislative israeliane del 2020 nella speranza di poter candidarsi nella lista di destra unificata guidata da Naftali Bennett.

### Il quartiere di Sheik Jarrah
Nel contesto della controversia di Sheikh Jarrah nel maggio 2021, Ben-Gvir ha allestito un ufficio di fortuna nel quartiere di Sheikh Jarrah a Gerusalemme Est, in segno di solidarietà con i coloni ebrei. I residenti palestinesi di Sheikh Jarrah hanno affrontato per anni potenziali sfratti da parte dei coloni israeliani. Il commissario di polizia Kobi Shabtai ha attribuito la colpa dello scoppio di violenti scontri a Ben-Gvir. Ben-Gvir ha smantellato il suo ufficio e ha lasciato il quartiere dopo che Netanyahu ha accettato di aumentare la presenza della polizia nel quartiere durante il Ramadan.

### Lo scontro fisico con Ayman Odeh
Nell'ottobre 2021, Ben-Gvir e il leader della Lista Unita Ayman Odeh hanno avuto uno scontro fisico durante una visita al Kaplan Medical Center per vedere Miqdad Qawasmeh, un operativo di Hamas che era in sciopero della fame da oltre tre mesi della sua detenzione amministrativa. Ben-Gvir era contrario al fatto che Qawasmeh fosse ricoverato in un ospedale israeliano, e ha dichiarato di averlo visitato per verificare le condizioni del detenuto, oltre che per "vedere da vicino questo miracolo che una persona rimane in vita nonostante non mangi da diversi mesi". Quando Ben-Gvir tentò di entrare nella stanza di Qawasmeh, accusò Odeh di essere un terrorista per aver sostenuto estremisti come Qawasmeh. Odeh ha poi colpito per primo, spingendo Ben-Gvir, e la coppia ha iniziato a litigare prima di essere separata dagli astanti. Ben-Gvir ha successivamente sporto denuncia contro Odeh, sostenendo che aveva "commesso un grave atto criminale".

### La pistola nel parcheggio
Nel dicembre 2021, Ben-Gvir è stato indagato dopo che è emerso un video in cui puntava una pistola contro le guardie di sicurezza arabe durante una discussione per un parcheggio nel garage sotterraneo del centro congressi Expo Tel Aviv. Le guardie hanno chiesto a Ben-Gvir di spostare il suo veicolo poiché era parcheggiato in uno spazio proibito. Lui invece estrasse una pistola e la brandì contro le guardie. Entrambe le parti si schernivano a vicenda e Ben-Gvir affermò di sentirsi minacciato per la sua vita. Le guardie erano disarmate. È stato criticato e l'incidente è stato oggetto di indagine.

### "Siamo i padroni di casa qui"
Il 13 ottobre 2022, Ben-Gvir ha preso parte agli scontri a Sheikh Jarrah tra coloni ebrei israeliani e residenti palestinesi locali, brandendo una pistola, dicendo alla polizia di sparare ai palestinesi che lanciavano pietre sulla scena e urlando loro che "Siamo i padroni di casa qui, ricordatelo, io sono il vostro padrone di casa". Questo è stato un messaggio che ha poi ripetuto in un tweet la mattina dopo le elezioni del 2022 nel suo tweet di vittoria.

### Al Monte del Tempio
Ben-Gvir ha guidato diverse visite al Monte del Tempio come attivista e membro della Knesset, così come marce controverse attraverso il quartiere musulmano della Città Vecchia di Gerusalemme. Il 3 gennaio 2023 ha visitato il Monte del Tempio in qualità di ministro della Sicurezza nazionale, il che ha suscitato un'ondata di critiche internazionali da parte degli Stati Uniti, dell'Unione Europea e dei Paesi arabi tra cui Giordania, Egitto, Arabia Saudita ed Emirati Arabi Uniti: hanno definito la sua visita provocatoria e hanno invitato Israele a rispettare lo status quo dei luoghi santi. Il 13 agosto 2024, ha guidato un gruppo di fedeli ebrei al complesso in occasione del Tisha B'Av, una giornata annuale di digiuno nell'ebraismo. Contro le convenzioni, diversi ebrei furono visti pregare e prostrarsi senza essere sfidati dalla polizia che era presente. Ciò ha causato ampia indignazione in Israele e a livello internazionale, e ha portato a dichiarazioni contraddittorie da parte dell'ufficio del primo ministro Netanyahu e dello stesso Ben-Gvir sul fatto che ciò indicasse un cambiamento formale nella politica israeliana. Su sollecitazione del sindaco di Gerusalemme Moshe Lion, cinque rabbini anziani hanno rilasciato una dichiarazione video in ebraico – con sottotitoli in arabo – affermando che è severamente vietato agli ebrei entrare nel complesso e invitando alla calma.

### Le bandiere palestinesi
L'8 gennaio 2023, Ben-Gvir ha ordinato alla polizia israeliana di rimuovere le bandiere palestinesi che sventolavano in pubblico, affermando che le bandiere simboleggiavano il terrorismo.

### Dichiarazioni razziste
Nell'agosto 2023 Ben-Gvir ha dichiarato: "Il mio diritto, e il diritto di mia moglie e dei miei figli, di andare in giro per le strade in Giudea e Samaria è più importante del diritto di movimento per gli arabi". Questi commenti sono stati condannati dall'Autorità Palestinese (ANP) e dal Dipartimento di Stato degli Stati Uniti come razzisti. L'Autorità Palestinese ha condannato "le osservazioni razziste e atroci del ministro fascista israeliano Itamar Ben Gvir, che non fanno altro che confermare il regime di apartheid israeliano di supremazia ebraica e il terrore razziale contro il popolo palestinese".

### "Un'antica usanza ebraica"
Nell'ottobre 2023, in seguito all'arresto di cinque ebrei haredi per aver sputato a pellegrini cristiani fuori dalle chiese, Ben-Gvir ha dichiarato che "non si trattava di un procedimento penale" a seguito degli arresti. Ha detto che pensava che dovesse essere affrontato "attraverso l'istruzione e l'educazione", piuttosto che giustificare l'arresto. Prima di entrare in politica, ha difeso gli ebrei che sputavano contro i cristiani come "un'antica usanza ebraica". Dopo l'attacco di Hamas a Israele nell'ottobre 2023, Ben-Gvir ha dichiarato che "Israele sta vivendo uno degli eventi più difficili della sua storia. Questo non è il momento per domande, test e indagini".

### Violenze in aumento
La comunità araba in Israele ha visto un aumento significativo della violenza e del crimine organizzato, compreso un aumento degli omicidi legati alle bande negli ultimi anni. Un rapporto dell'Abraham Initiative ha evidenziato che 244 membri della comunità araba sono stati uccisi in Israele nel 2023, più del doppio del conteggio dell'anno precedente. Il rapporto attribuiva questa ondata di omicidi direttamente al ministro della Sicurezza nazionale Itamar Ben Gvir, che ha fatto campagna elettorale su una piattaforma che prometteva di migliorare la sicurezza personale e supervisionava le forze dell'ordine.

### "La guerra un'opportunità"
Nel novembre 2023 ha dichiarato che "quando dicono che Hamas deve essere eliminato, significa anche che chi canta, chi sostiene e chi distribuisce caramelle, sono tutti terroristi". Il 1º gennaio 2024, Ben-Gvir ha affermato che la guerra con Hamas rappresentava "un'opportunità per concentrarsi sull'incoraggiamento della migrazione dei residenti di Gaza". Ha dichiarato che "non possiamo ritirarci da nessun territorio in cui ci troviamo nella Striscia di Gaza. Non solo non escludo l'insediamento ebraico lì, ma credo che sia anche una cosa importante". Il giorno in cui un certo numero di paesi europei ha riconosciuto uno Stato palestinese, Ben-Gvir è entrato nel complesso della moschea di Al-Aqsa e ha detto: "Non permetteremo alcuna resa che includa anche solo una dichiarazione di uno Stato palestinese" e che il sito della moschea appartiene "solo allo Stato di Israele".

### "Il fascismo ebraico"
La nota sociologa israeliana Eva Illouz ha detto che Ben-Gvir rappresenta il "fascismo ebraico".

## Vita privata
Ben-Gvir è sposato con Ayala Nimrodi, lontana parente di Ofer Nimrodi, l'ex proprietario del quotidiano Maariv. La coppia ha cinque figli e vive a Kiryat Arba, un insediamento israeliano nella periferia di Hebron nella Cisgiordania occupata.